# Виста-Алегри-ду-Алту
Виста-Алегри-ду-Алту (порт. Vista Alegre do Alto)  —  муниципалитет в Бразилии, входит в штат Сан-Паулу. Составная часть мезорегиона Рибейран-Прету. Входит в экономико-статистический  микрорегион Жаботикабал. Население составляет 8.109 человек на 2022 год. Занимает площадь 95,429 км². Плотность населения — 84,97 чел./км².

## История
Город основан в 1919 году.

## Статистика
- Валовой внутренний продукт на 2003 составляет 131.945.527,00 реалов (данные: Бразильский институт географии и статистики).
- Валовой внутренний продукт на душу населения на 2021 составляет 46.388,50 реалов (данные: Бразильский институт географии и статистики).[1]
- Индекс развития человеческого потенциала на 2000 составляет 0,816 (данные: Программа развития ООН).